# Levuka
Levuka je bývalé hlavní město souostroví Fidži v Tichém oceánu. Leží na východě ostrova Ovalau ve východní části souostroví, nedaleko ostrova Viti Levu a je součástí souostroví Lomaiviti. Ve městě dnes žije přibližně 4 000 obyvatel.

## Historie
Levuka byla první město v souostroví Fidži, kde se kolem roku 1820 usídlili Evropané. V 19. století to byl významný přístav a obchodní město, roku 1858 tu kněží z řádu maristů založili misii a postavili kostel. Roku 1871 vznikl moderní stát Fidži a v Levuce byl Seru Epenisa Cakobau korunován fidžijským králem. Roku 1874 se Fidži stalo anglickou kolonií a od roku 1877 je hlavním městem Suva. Levuka je v současnosti turisticky oblíbená, neboť je jedním z mála měst v Pacifiku, kde se ve větší míře zachovaly budovy z koloniálního období. Díky těmto historickým budovám byl historický přístav Levuka (anglicky Levuka Historical Port Town) v roce 2013 zařazen na Seznam světového dědictví UNESCO.